# Aston Martin AM4
Aston Martin AM4 – samochód sportowy klasy wyższej typu one-off wyprodukowany pod brytyjską marką Aston Martin w 1997 roku.

## Historia i opis modelu
W 1997 roku Aston Martin przedstawił dwa rezultaty swoich prac nad unikatowymi projektami, których wykonanie zlecił władca Brunei Hassanal Bolkiah na potrzeby jego kilkutysięcznej kolekcji samochodów. Spośród 5 samochodów roboczo oznaczonych AM1, AM2, AM3, AM4 i AM5 ostatecznie powstały dwa pojazdy: Aston Martin AM3 oraz AM4, z czego oba powstały we współpracy z włoskim studiem projektowym Pininfarina biorącym udział w produkcji i montażu.
W przeciwieństwie do AM3, drugi unikatowy projekt zyskał bardziej obłą stylizację nadwozia z licznymi zaokrągleniami w stylu seryjnego DB7, realizując generalnie bardziej nowoczesny nurt stylistyczny spójny z konstrukcjami Aston Martina. Samochód wyposażono w pochodzącą z pokrewnego Vantage V600 benzynowy silnik V8 o pojemności 5,3 litra.

### Sprzedaż
Aston Martin DB4 to unikatowa konstrukcja typu one-off, która poza przedprodukcyjnymi modelami jako jeżdżący samochód powstała w jednej sztuce nigdy nie widzianej na publicznych drogach. Samochód został jedynie sfotografowany tuż po wyprodukowaniu przez Pininfarinę, a jako pierwszy o istnieniu sekretnego projektu Sułtana Brunei poinformował brytyjski magazyn Autocar w 1998 roku.

### Silnik
- V8 5.3l